# Qualcosa sui Lehman
Qualcosa sui Lehman è un romanzo satirico di Stefano Massini. Pubblicato nel 2016, il libro ha come antecedente una fortunata azione teatrale in tre tempi: la Lehman Trilogy.
È stato tradotto in francese, ebraico e tedesco.

## Storia editoriale
Qualcosa sui Lehman ha vinto i seguenti premi: Premio Fiesole 2016, Premio Campiello - Selezione Giuria dei Letterati 2017;, Premio letterario internazionale Mondello - Super Mondello 2017 , Premio Vittorio De Sica 2017 per la letteratura, Premio Giusti 2017. La versione francese Les Frères Lehman ha ottenuto il Prix Médicis 2018 e il Prix du Meilleur livre étranger 2018.

## Struttura
Il romanzo (o più esattamente romanzo/ballata) è diviso in tre libri: 1) Tre fratelli (dal 1847 al 1900 circa); 2) Padri e figli (dall'inizio del XX secolo al 1960 circa); 3) L'Immortale (dagli anni '60 al 2008). È scritto quasi interamente in versi liberi e presenta varie ripetizioni formulari, alla maniera dei poemi epici.

## Trama

### Tre fratelli
A metà '800, un giovane ebreo tedesco approda negli Stati Uniti e assume l'identità di Henry Lehman, modificando leggermente il suo nome. Passato in Alabama, Henry fa fortuna nel commercio e chiama a sé i fratelli minori: Emmanuel e Maier detti rispettivamente "braccio" e "patata". L'ascesa dei tre è irresistibile: essi si trasformano in qualunque condizione faccia aumentare i loro capitali, quindi mediatori e alla fine banchieri. La prematura scomparsa di Henry è vissuta dai fratelli superstiti come se egli non fosse mai trapassato, specie quando Emmanuel e Maier si devono dividere per l'ampiezza degli affari, l'uno in Alabama, l'altro a New York.

### Padri e figli
I Lehman a New York devono combattere per l'ascesa sociale, rappresentata nel numero di panca che occupano al Tempio ebraico Riformato. Le più influenti e ricche famiglie hanno i primi posti ed invece la famiglia Lehman è confinata alla panca 21. Ma la scalata vertiginosa è raggiunta perché i due fratelli e i loro figli e nipoti sanno inventare ogni giorno nuove forme di investimento, arrivando a creare Wall Street, il grande cinema, le principali linee ferroviarie, navali e aeree. Alla morte di un Lehman ce ne sono almeno due in grado di escogitare persino la vendita porta a porta. Il crollo della Borsa del 1929 consente alla banca dei Lehman di non prestare capitali a molti colleghi ed essi resistono, come resistono al conflitto mondiale, come fanno del nucleare l'ennesimo investimento.
Scorrono come in una pellicola impazzita i vari David, Dreiden, Philip (il golden boy che domina questa seconda parte), Herbie (che entra in politica), Irving (magistrato), Sigmund e Arthur, Peter, Harold, Allan e Bobbie, altro golden boy, collezionista d'arte e cultore di cavalli.

### L'Immortale
Anni '60: la vita americana è contrassegnata da contestazioni, guerre e sbarchi lunari. I vari Lehman, ormai avvinti da molti matrimoni con le famiglie ebraiche più in vista, si stanno a poco a poco ritirando dalla scena. Così è per Philip e i suoi cugini che se ne vanno da Salomone. Restano i membri più giovani: Allan e Harold e il loro cugino, il preziosissimo Robbie, divenuto Robert. I primi due escogitano la vendita-truffa (fingo di farti un piacere a venderti una cosa, così me la paghi ringraziandomi). Robbie invece si innamora dei computer e dei trader, in un delirio di onnipotenza che parrebbe non aver fine. Ma anche gli ultimi Lehman devono uscire di scena per effetti di natura e così la banca passa ad altre mani. E un brutto giorno tutti i Lehman redivivi sono attorno a un tavolo. Squilla il telefono e chi prende la chiamata, annuncia che "è morta un minuto fa". Non resta che il lutto rituale, come ai vecchi tempi, quando la famiglia viveva in Germania e conosceva solo l'ortodossia.

## Edizioni
- Stefano Massini, Qualcosa sui Lehman: romanzo/ballata, Mondadori, Milano 2016